# Liggend naakt (Breitner)
Liggend naakt is een olieverfschilderij van de Nederlandse kunstschilder George Hendrik Breitner, geschilderd rond 1887. Het toont zijn model, muze en latere vrouw Marie Jordan, naakt, liggend op een bed. Het doek bevindt zich sinds 1956 in de collectie van het Centraal Museum te Utrecht.

## Context
In 1880, toen hij nog in de leer was in het Haagse atelier van Willem Maris, schilderde Breitner al een Liggend naakt in het gras, op groot formaat. Pas na zijn verhuizing naar Amsterdam in 1886 pakte hij het thema van de naakten weer op, mede geïnspireerd door zijn eerste ervaringen met de fotografie. In de periode tot begin 1891, toen hij een aantal van zijn beste naakten exposeerde, zou hij er zo'n 25 maken. Daarbij werkte hij met meerdere modellen, die hij vaak eerst fotografeerde. De werken zijn bovendien verschillend van karakter, soms met de modellen staand afgebeeld, bezig met hun toilet, of knielend, maar meestal toch liggend, in rustende of slapende toestand. De expressie van deze werken is vaak brutaal en kleurrijk, vaak met donkere roodtinten gecombineerd met bruin en okergeel. Het hier besproken Liggend naakt valt op door de redelijk unieke lichte kleurstelling, gedomineerd door de roze huidskleur tegen de stralend witte lakens.

## Afbeelding
Liggend naakt toont Marie Jordan, denkbaar na een vermoeiende dag van poseerwerk. In slaap gevallen en zich onbespied wanend ligt ze er onnadrukkelijk en ongegeneerd bij, rank en stil. Als een bloemenlijf ligt ze op het door een laken bedekte bed.

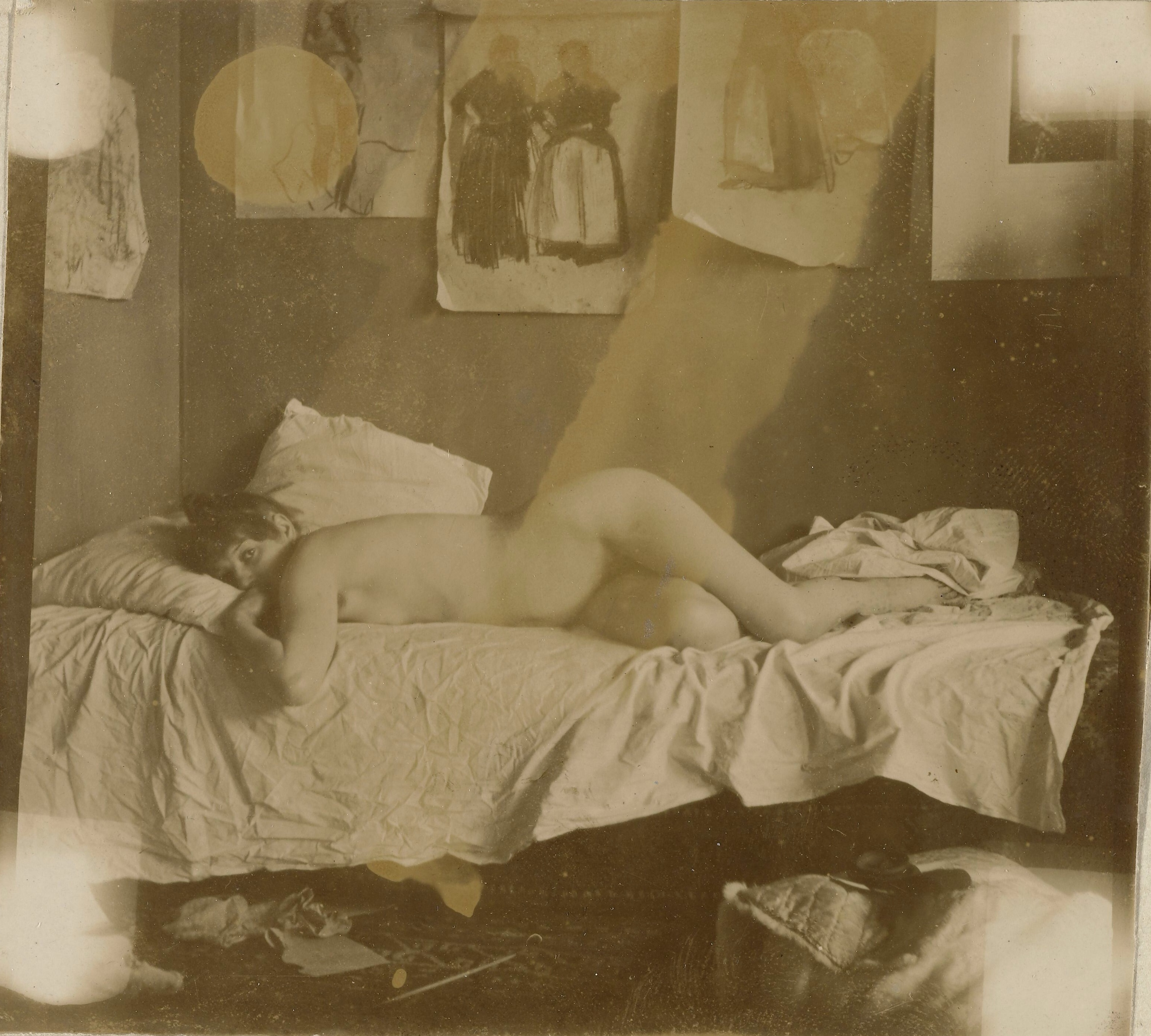
Marie Jordan naakt liggend op een bed, foto door Breitner, Rijksmuseum.

Breitner zet zijn model en toekomstige vrouw teder en intiem neer, als een toonbeeld van ingetogen zinnelijkheid. Bijna zichtbaar is hoe hij van haar gehouden moet hebben. Hij schildert haar met zijn kenmerkende losse impressionistische toets, met veel aandacht voor de golvende vrouwelijke rondingen van haar slanke lichaam, die hij met zijn penseel zacht en zorgvuldig modelleert. De roze kleur van haar huid, steekt af tegen het witte laken en de grijzige muur. De compositie is doordacht en evenwichtig. In de basis is Breitners weergave realistisch, duidelijk gebaseerd op een foto van Marie Jordan uit dezelfde periode. In de uitwerking kan het portret echter gezien worden als een esthetisch werk, gericht op pure schoonheid, waarin emotie, lust en onlust een ruime plaats mogen innemen.

## Beschrijving door Veth
Na een expositie bij Arti et Amicitiae, waar Breitner vier grote naakten exposeerde, beschreef kunstschilder-criticus Jan Veth het hier besproken Liggend naakt in De Amsterdammer van 13 februari 1891 als volgt: "Zie hoe delicieus in de platte pâte van gave vette verf, die hoge blanke heup en dat gedeelte buik en die wonderteer gekleurde glooiing van de naar voren komende dij geschilderd zijn, en hoe vrij, hoe magistraal fijn, die blozende lijnen van de kneep aan de kniebuiging er sierlijk ingewipt staan, over de glanzende strakke huid van de scheen. Dat is zijn volle kracht, het nobele talent van de, - vergeving van het woord dat in diskrediet schijnt te zijn - van de geweldige schilder".
Hoewel oudere critici afwijzend reageerden op Breitners naakten, zou de expositie bij Arti definitief zijn naam vestigen als leidend kunstschilder van de nieuwe generatie.

## Andere "liggende naakten", 1886-1891

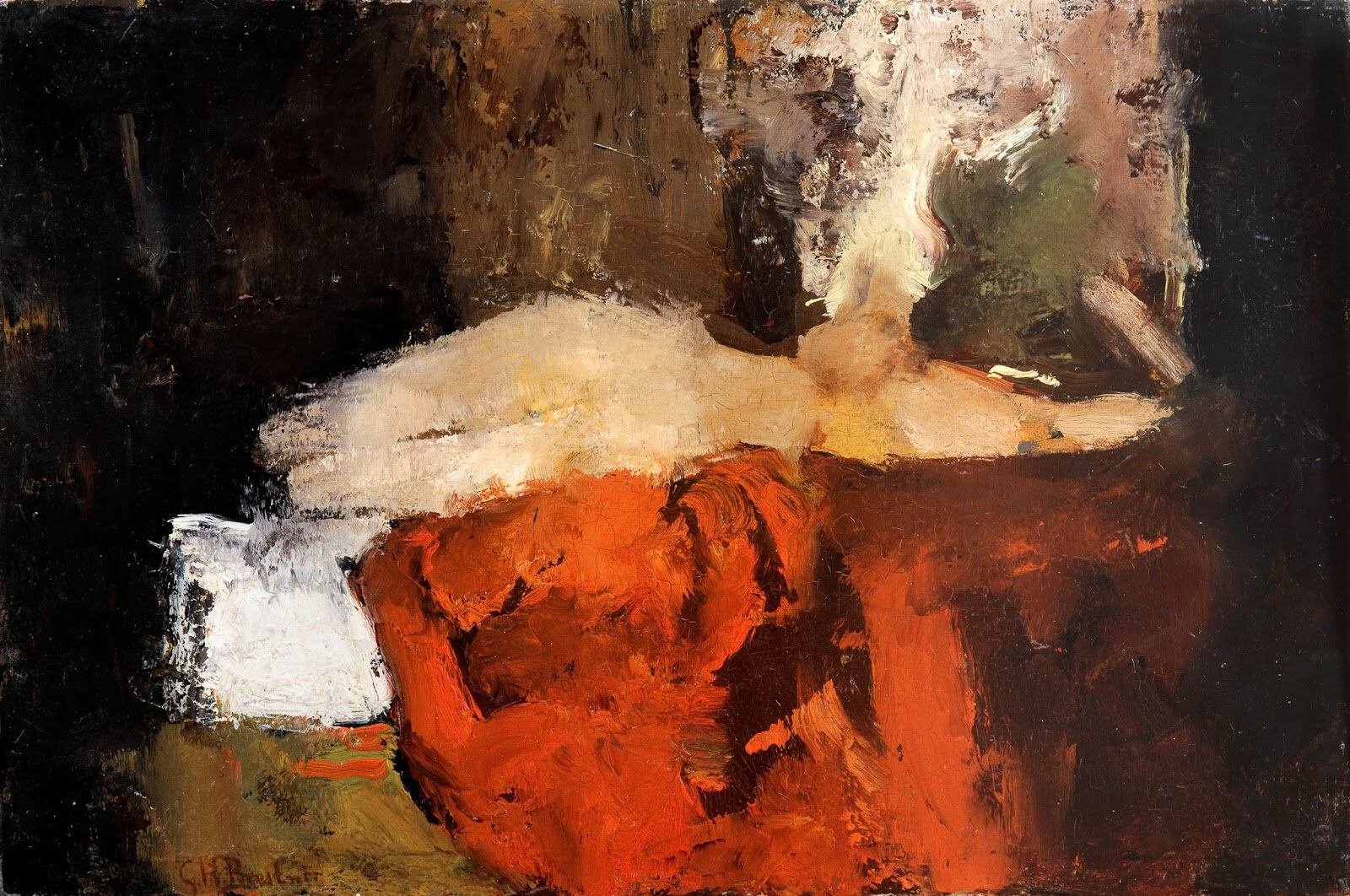
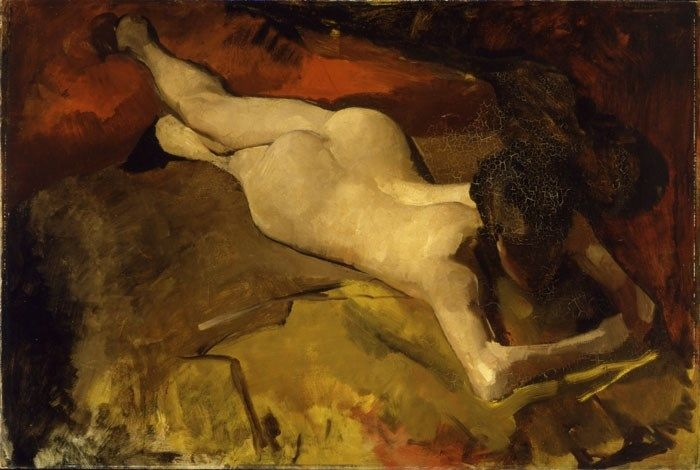
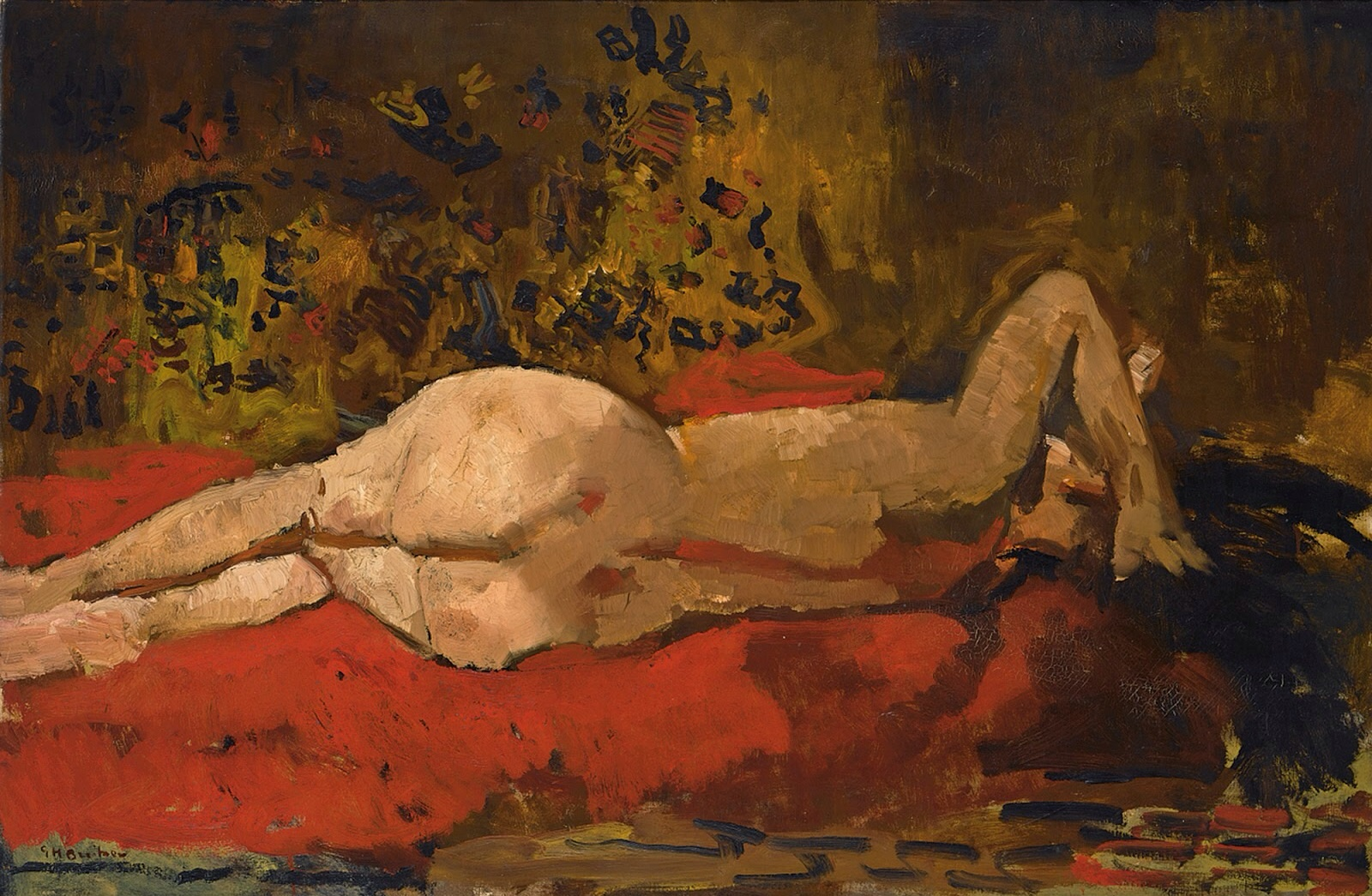
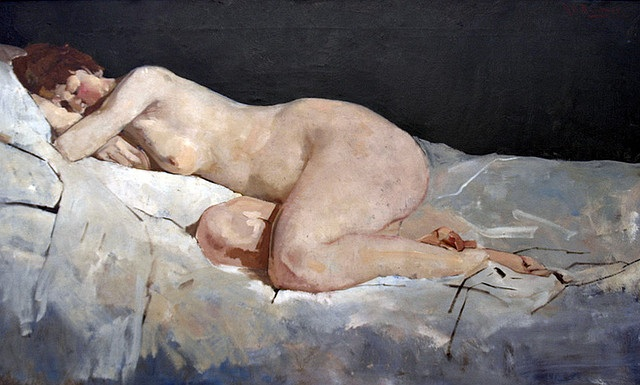
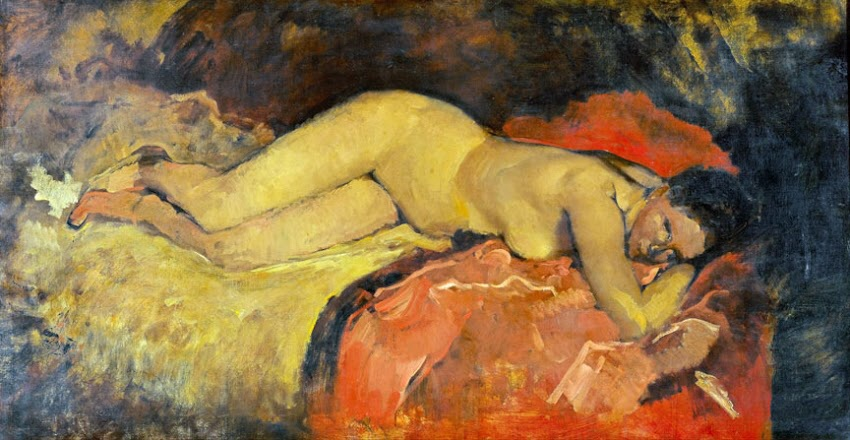
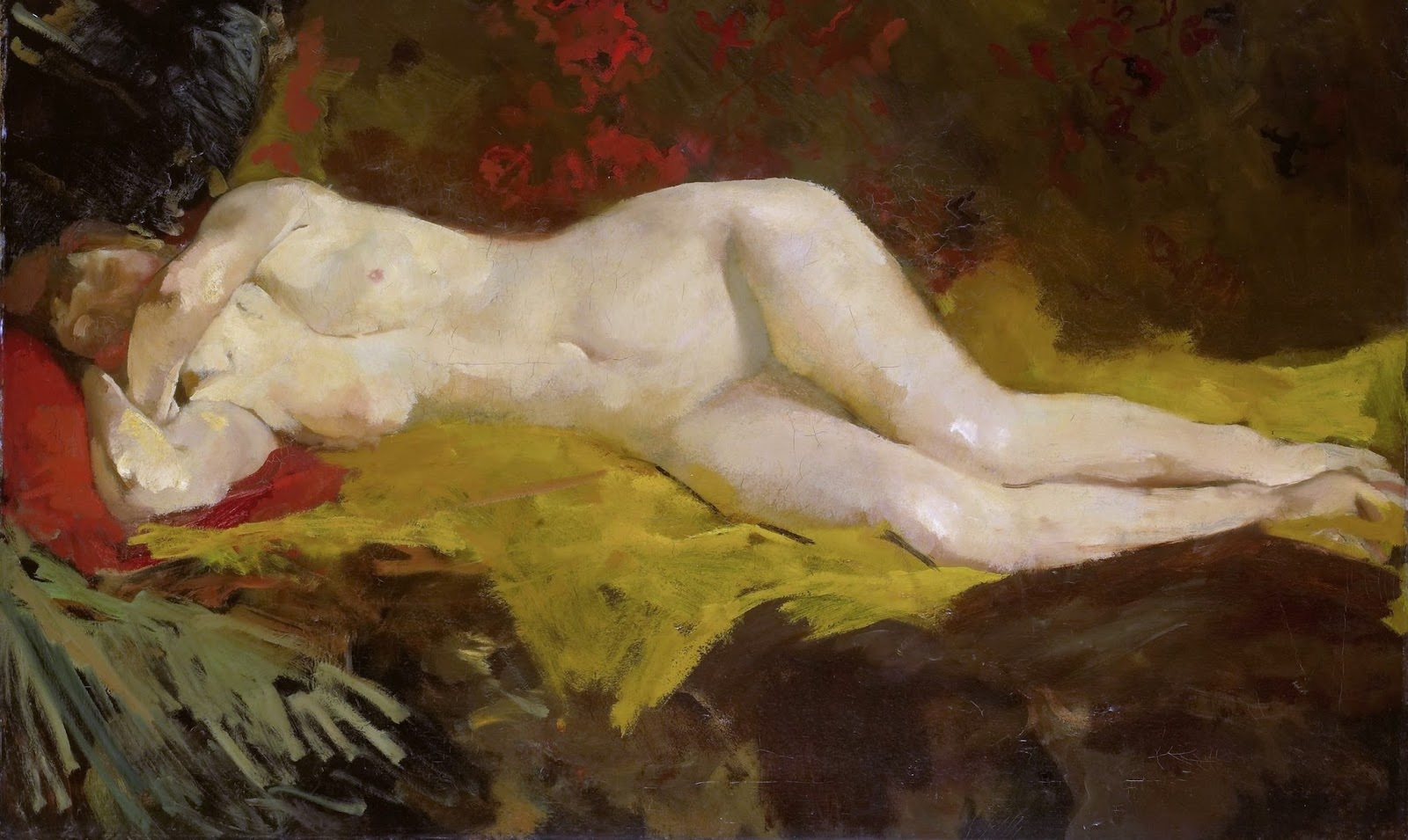